# Stenotarsus lombardeaui
Stenotarsus lombardeaui es una especie de coleóptero de la familia Endomychidae.

## Distribución geográfica
Habita en Nueva Caledonia.